# Ercilia Costa
Ercília Botelho Farinha Costa cunoscută cu numele de Ercília Costa (n. 3 august 1902, Costa da Caparica, Zona metropolitană Lisabona, Portugalia – d. 16 noiembrie 1985, Algés⁠(d), Zona metropolitană Lisabona, Portugalia), este o actriță de revistă, compozitoare și cântăreață de fado portugheză.
Este considerată prima fadistă care a câștigat faimă internațională, înaintea Amaliei Rodrigues.

## Biografie
Fiica unei familii de pescari, a devenit cunoscută ca cântăreață în popularele Reviste din Lisabona în anii 1920 și 1930. Din 1929 a apărut tot mai mult în barurile de fado. Ea a fost adesea numită Santa do Fado (în:română Sfânta fadoului), cu referire la mâinile ei, pe care le ținea împreunate în timpul recitalurilor. Popularitatea ei în continuă creștere a ajuns prin diversele spectacole la care a fost invitată, inclusiv turneul național din 1930 al ansamblului Troupe Guitarra de Portugal (inclusiv Alfredo Marceneiro). Acestora a urmat în 1932 propriul turneu în Azore și Madeira, iar între 1936 și 1939 a avut trei apariții în Brazilia, printre alții cu Vasco Santana și Mirita Casimiro.
La întoarcerea acasă în 1939, a fost onorată cu diverse seri de gală, ca o expresie a popularității ei de acum enormă. Sprijinită de propaganda regimului semifascist Estado Novo, Secretáriado Nacional de Informação (SNI, în română: Secretariatul Național pentru Informații), au urmat spectacole invitate în Spania, unde a înregistrat pentru Odeon, în Franța în 1937 și la Expoziție mondială din 1939 la New York. Au urmat numeroase apariții în SUA, unde întâlnește printre alții pe Bing Crosby și Cary Grant. În 1945, a acceptat un angajament de 15 luni în Brazilia. La întoarcere, ea a preluat rolul jucat anterior de Amália Rodrigues în revista de succes Estás na lua!.
Ercília Costa nu a acordat nicio atenție cinematografiei portugheze acum foarte populară. După un mic rol în 1932, a jucat doar în filmul Madragoa din 1952 al regizorului Perdigão Queiroga. În 1954 s-a retras din lumina reflectoarelor și a apărut doar prin înregistrări ocazionale de discuri până în anul 1972.
S-a stins din viață în 1985, la vârsta de 83 de ani.

## Discografie selectivă

### Albume
- 1976 – Morte Da Severa - Imavox – IM - 30013 (LP, Gatefold)
- 2013 – A "Santa Do Fado" - Tradisom – TRAD 079 (CD, Album)

### Singles & EPs
- 1930 Desilusão / A Minha Vida – Odeon ‎(Shellac, 10")
- xxxx Desilusão / Fado Da Mouraria – Odeon – X-3245 ‎(Shellac, 10", Brazil)
- xxxx O Meu Filho / Fado Sem Pernas – Odeon – A 187201 (Shellac, 10", 78 RPM)
- xxxx Fado Tango / Fado Lisboa – Odeon – A 187 275 ‎(Shellac, 10", 78 RPM)
- xxxx Florinda / Saudades De Ti – Silvox (2) – SX-1024 (Shellac, 10", 78 RPM)
- xxxx Negros Traços / Fado Corrido – Odeon – A 187096 (Shellac, 10", 78 RPM)
- xxxx Fado Da Alfama / Fado Do Passado – Brunswick – AP 8000 (Shellac, 10", 78 RPM)
- xxxx Fado Aida / Fado Ercília – Odeon – A 187229 (Shellac, 10", 78 RPM)

### Compilații
- 1930 Ercília Costa com Armandinho – Heritage (2) – HT CD 32, Fado's Archives – Vol. VI
- xxxx Alfredo Marceneiro, Ercília Costa, Filipe Pinto, Berta Cardoso, Manuel Fernandes (2), Armandinho (2) – EMI – 7243 5 20616 2 4, Um Século De Fado – 1, CD, Compilation (1999)
- 1929-1930 As Primeiras Gravações (primele înregistrări) – Farol – FAR91767, Arquivos Do Fado – Volume 1, CD, Compilation, Remastered (2009)